# Platyptilia molopias
Platyptilia molopias là một loài bướm đêm thuộc họ Pterophoridae. Nó phân bố rộng khắp ở khu vực nhiệt đới Cựu thế giới, từ châu Phi qua Ấn Độ và Sri Lanka, về phía đông đến Indonesia. Nó cũng được tìm thấy ở Philippines ở Luzon, Mindoro, Negros và Mindanao.
Vài tác giả xem nó là một đồng nghĩa của Platyptilia farfarellus.